# Archidendron clypearia
Archidendron clypearia är en ärtväxtart som först beskrevs av William Jack, och fick sitt nu gällande namn av Ivan Christian Nielsen. Archidendron clypearia ingår i släktet Archidendron och familjen ärtväxter.

## Underarter
Arten delas in i följande underarter:
- A. c. clypearia
- A. c. subcoriaceum